# Urbas
Urbanizaciones y Transportes S.A. (más conocida con el acrónimo Urbas) fue una empresa de transportes, que operó diversas líneas de autobuses y tranvías suburbanos desde Barcelona hacia las poblaciones de su área metropolitana entre los años 1956 y 1972. Desde su origen también se dedicó al sector inmobiliario, actividad que aún mantiene hoy en día. Este artículo trata principalmente de su actividad en el sector del transporte público.

## Historia

### Creación de la empresa

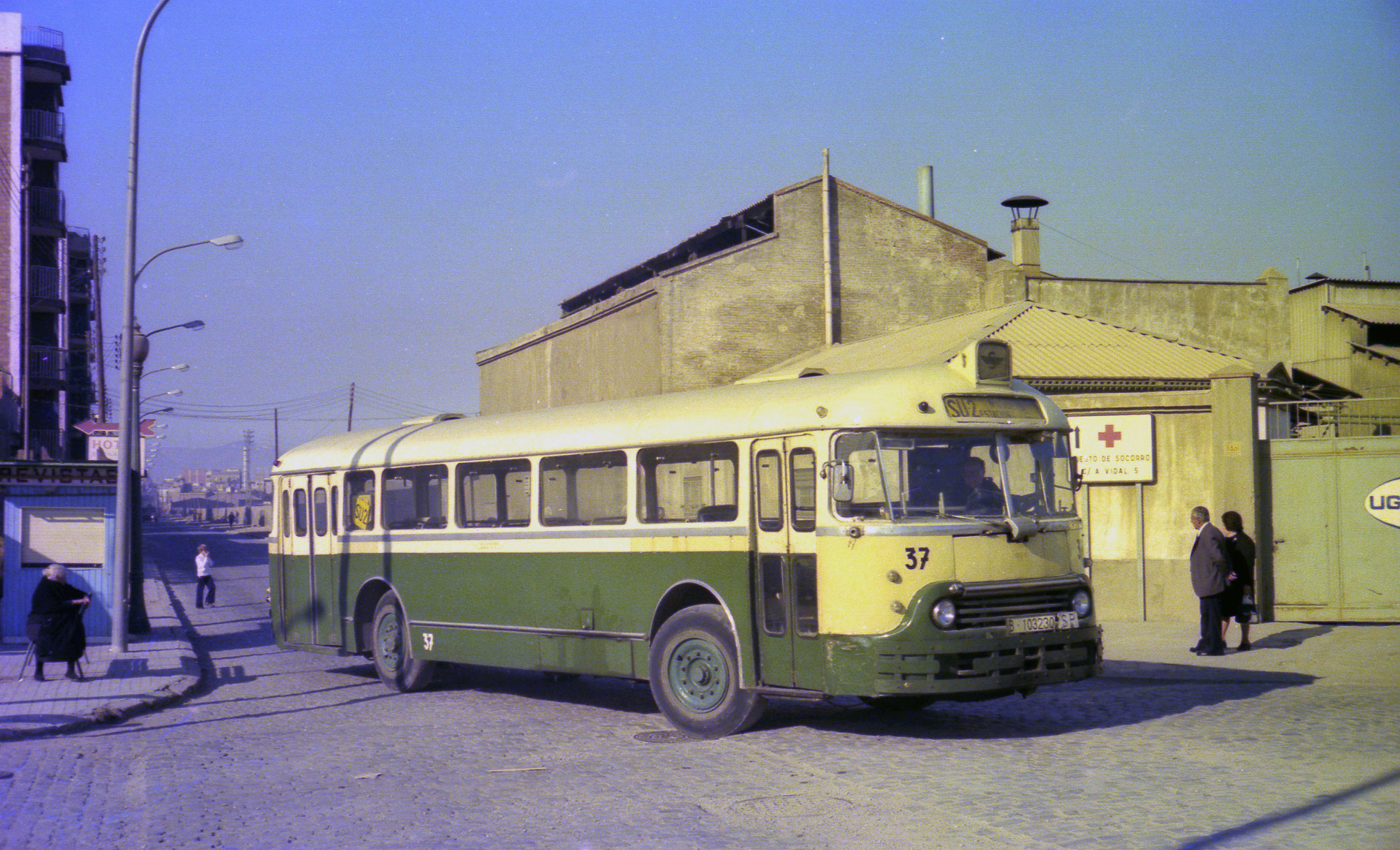
Autobús Chausson número 37 de Urbas en San Adrián del Besós, prestando servicio en la línea SU2.

La empresa Tranvías de Barcelona S.A. (TB), que entonces aún era privada, constituyó el 20 de octubre de 1944 una filial: la empresa privada Urbanizaciones y Transportes S.A. (Urbas). El 90% de las acciones (45.000 valores) fueron suscritas por TB, repartiéndose las restantes entre el Banco Hispano Colonial (5%) y el Banco Español de Crédito (el otro 5%). Su objeto social era la adquisición de terrenos y bienes inmuebles en general, su parcelación y venta y toda clase de negocios de transporte, abastecimiento y construcción.
De hecho, la visión estratégica inicial consistió en construir nuevas viviendas, especialmente desarrollando nuevas urbanizaciones en las poblaciones del área metropolitana de Barcelona, para dar alojamiento a la entonces incipiente inmigración interior, que llegaba a Cataluña desde otras zonas de España ante el creciente desarrollo industrial de esta zona. Y como complemento a estos desarrollos urbanísticos, la empresa implantaría líneas de transporte público para enlazar los nuevos barrios con la capital. Urbas participó, entre otros, en la construcción de los nuevos barrios de Lloreda, en Badalona, o de San Ildefonso en Cornellá de Llobregat.
Tras la constitución de Urbas, TB ofreció a sus accionistas la adquisición de 33.333 acciones de la nueva empresa (el 66,66 % del total, y el 74,07 % de las propias) a cambio de acciones de TB. Esta operación puede considerarse como especulativa, para ofrecer a los accionistas de TB otras opciones de inversión (y, por tanto, de obtención de beneficios), ante la previsible municipalización de TB. En enero de 1945 las acciones de Urbas salieron a cotización en la Bolsa de Barcelona.
Simultáneamente a la constitución de Urbas, se produjo una reestructuración de las concesiones de transporte urbano y suburbano dependientes de TB, en la que participó la empresa Tranvías de Barcelona a San Andrés y Extensiones (TBSAE, filial de TB desde el año 1911): TB adquirió a TBSAE las concesiones urbanas, así como los activos relacionados con ellas, al tiempo que esta se reservaba para sí las concesiones de las líneas de tranvías de Badalona y Montgat, mientras que TB le traspasó las concesiones suburbanas de la CGA (Compañía General de Autobuses, filial de TB desde 1924), en liquidación en aquel momento.
Durante los primeros años, Urbas fue una sociedad durmiente en lo que respecta a los servicios de transporte. Las pocas líneas suburbanas que prestaron servicio en estos años (además de algunas explotadas por otras empresas privadas) eran operadas por TBSAE, mediante autobuses propios (algunos antiguos Naval-Somúa y los Henschel serie 70-80 ex Autobuses Roca, además de los Aclo 111-113 adquiridos por esta empresa), o mediante autobuses alquilados a TB (Aclo de dos pisos de la serie 400).
En esos tiempos de postguerra, la falta de carburantes y suministros (especialmente neumáticos) hizo muy difícil la explotación de las líneas de autobuses, por lo que la recuperación de los servicios ofrecidos antes de la Guerra Civil fue muy lenta. En ese año 1944, TBSAE operaba tan solo la línea SJ (entre Sarriá y San Justo) y las líneas de tranvías de vía estrecha de Badalona (42, 44, 70 y 71). En 1945 se restableció la línea SC y se inauguró la línea estival T-11. En 1947 restableció el servicio de otras tres líneas (BC, BS y MO). Y en 1951, TB traspasó a TBSAE las líneas EJ (que anteriormente fue la línea 3 de Autobuses Roca, que la heredó de la empresa privada La Sanjustenca en 1945) y PR (puesta en servicio en 1946, por adquisición de la concesión de la empresa AUSA entre Barcelona y El Prat de Llobregat).

### Municipalización del transporte en Barcelona

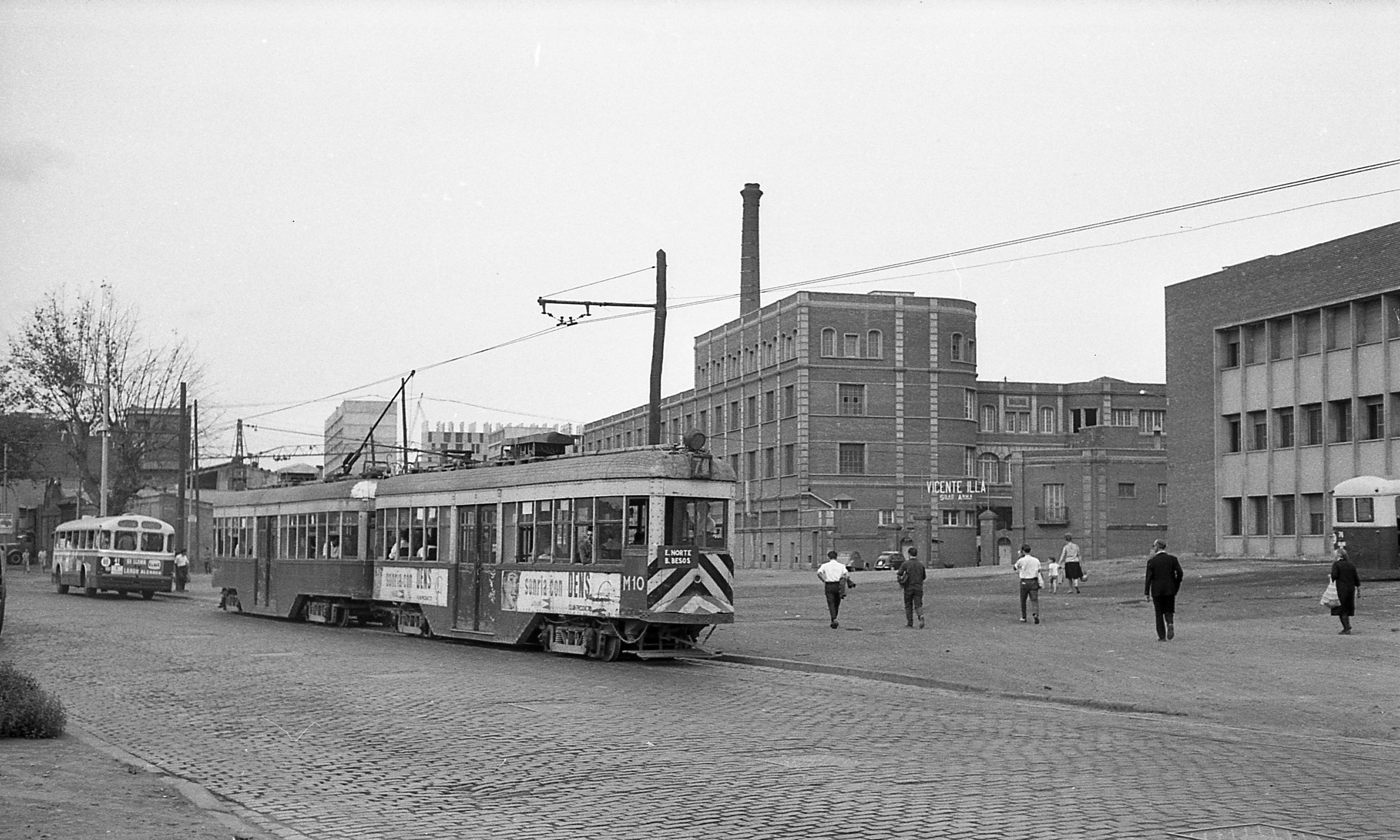
La composición de tranvías M10+R10 en la calle Pedro IV de Barcelona, prestando servicio en la línea 70 en mayo de 1965. Al fondo se puede ver el autobús Chausson número 41, y a la derecha se intuye el autobús 76, uno de los Henschel, frente al edificio de las cocheras de Puigcerdà.

Tras la Guerra Civil, la red de transportes de Barcelona (como en otras ciudades) estaba en un estado deplorable. Tras la primera urgente reconstrucción, surgió el problema de las tarifas, dado que la administración franquista no autorizaba los aumentos necesarios para cubrir los gastos de explotación ni las inversiones en modernización.
Para paliar la situación, y de forma temporal, el Ayuntamiento de Barcelona firmó dos convenios con TB, por los cuales formalizó una aportación económica a cambio de introducir varios de sus funcionarios en el consejo de administración. Se inició aquí un lento proceso de municipalización, que se vio acelerado tras la famosa huelga de tranvías de marzo de 1951, que fue la primera protesta a gran escala que acosó a la dictadura franquista tras la Guerra Civil.
La municipalización se desarrolló por etapas entre 1952 y 1958. Se municipalizaron tres empresas: los transportes de superficie dependientes de Tranvías de Barcelona S.A., y los ferrocarriles subterráneos explotados por Gran Metropolitano de Barcelona S.A. y Ferrocarril Metropolitano de Barcelona S.A. (Transversal). No se incluyó TBSAE, que absorbió definitivamente a Autobuses Roca (absorbida transitoriamente por TB en 1946), y cambió su nombre por el de Transportes Suburbanos de Barcelona S.A. (empresa constituida el 4 de septiembre de 1952). Quedaron también al margen algunas pequeñas empresas de autobuses de barrio y el tren de Sarrià El proceso concluyó el 31 de diciembre de 1958, cuando al Ayuntamiento de Barcelona transformó la compañía de tranvías TB en Sociedad Privada Municipal (S.P.M.). Finalmente, el 24 de febrero de 1960, el Ayuntamiento creó las empresas Tranvías de Barcelona S.A. (S.P.M.) y Ferrocarril Metropolitano de Barcelona S.A. (S.P.M.), de régimen privado pero de propiedad municipal, que pasaron a gestionar el transporte público de superficie y subterráneo respectivamente.
Ya muy avanzado el proceso de municipalización, el Ayuntamiento de Barcelona decidió la reactivación de la empresa Urbanizaciones y Transportes S.A., disolviendo la empresa Transportes Suburbanos de Barcelona S.A. y fusionándola con Urbas (mediante una operación de canje de acciones), traspasando a esta todas sus concesiones, activos y personal, operación formalizada el 11 de junio de 1956. Ello significó que Urbas comenzó a operar las líneas de tranvías 42, 44, 70 y 71 y las de autobuses AM (puesta en servicio el 14 de mayo de ese año, apenas un mes antes de la fusión), BC, BS, EJ, MO, PR, SC, SJ y T-11.
Un año antes, Transportes Suburbanos de Barcelona S.A. puso en servicio los 25 autobuses Chausson de la serie 35-59, por lo que pudo devolver a TB los Aclo serie 400 alquilados. Por tanto, Transportes Suburbanos de Barcelona S.A. traspasó a Urbas los autobuses Henschel de la serie 70-80, los Aclo de un piso de la serie 111-113, y los nuevos Chausson de la serie 35-59.

### Etapa de esplendor

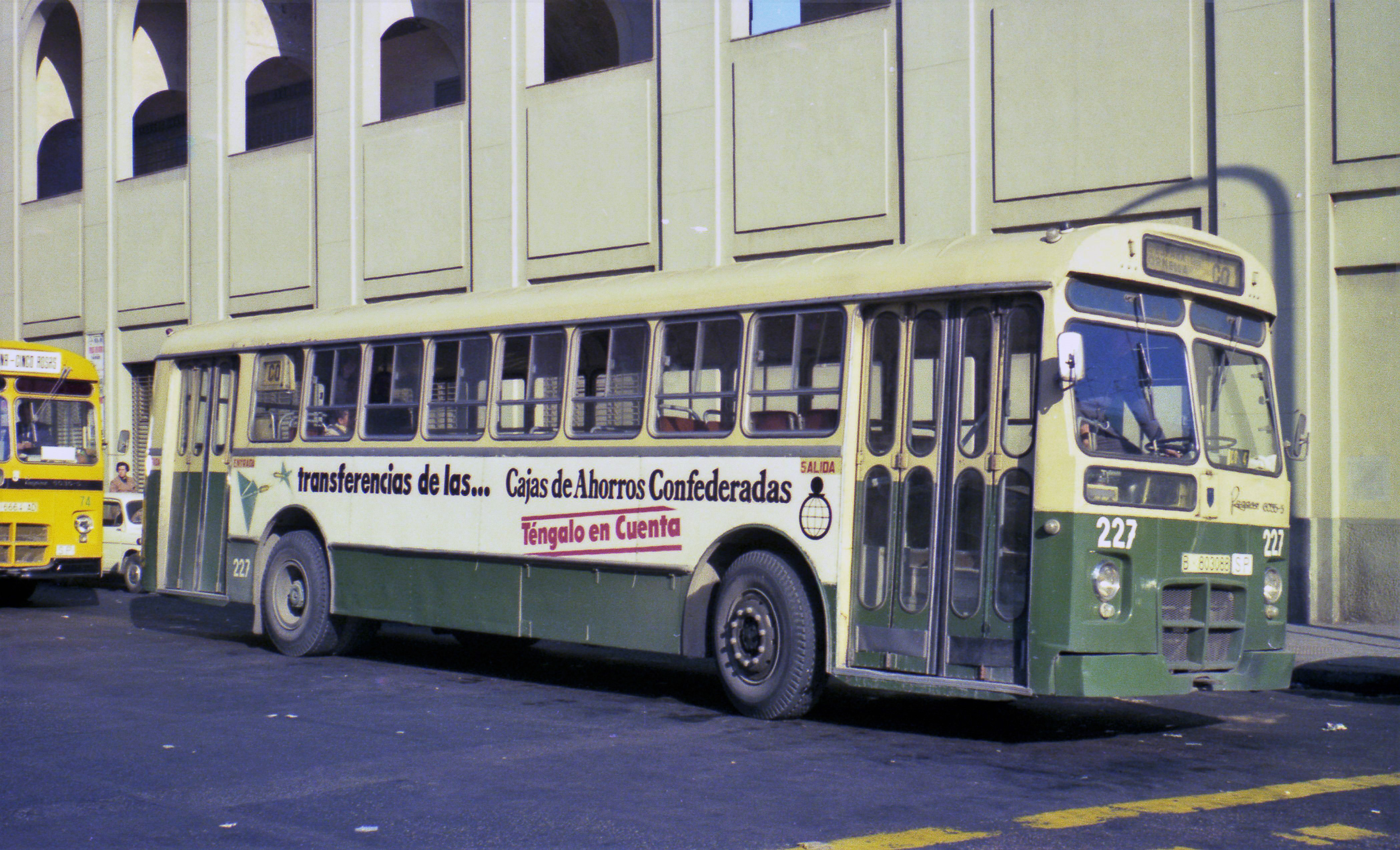
Autobús Pegaso 6035 número 227 de Urbas en la terminal de la calle Llansá de Barcelona, prestando servicio en la línea CO.

La reactivación de la empresa Urbas coincidió en el tiempo con la etapa del desarrollismo impulsado por la dictadura franquista, que produjo un gran crecimiento económico, y masivos movimientos migratorios interiores desde las zonas rurales hacia las grandes ciudades, especialmente Madrid y Barcelona. En Cataluña, gran parte de esa población migratoria se instaló en las poblaciones de su área metropolitana, lo que requirió un aumento del transporte público que las servía. Un reflejo de esta etapa de crecimiento es la puesta en servicio por Urbas de 39 autobuses nuevos entre 1955 y 1958, y otros 123 entre 1960 y 1971.
Con los primeros autobuses Chausson pudo comenzar a implantar nuevas líneas. Fueron tres en 1956 (AM, PR bis y TM), a las que siguió otra en 1957 (AO). Ese mismo año se suprimió una de las líneas tranviarias, la 44 entre Badalona y Montgat. En 1959 puso en servicio otra línea (AB).
Con la llegada de los 55 autobuses Pegaso 5020 entre 1960 y 1964, Urbas fue creando nuevas líneas: una en 1960 (CO); otra en 1961 (UC); otra en 1962 (SM); dos en 1963 (B70 y CO limitada); una en 1964 (NC); y otras dos en 1965 (SU1 y SU2).
Esos años también supusieron el fin de la operación tranviaria de Urbas, al suprimirse las líneas 71 en 1963, 42 en 1964 y la 70 en 1965. Además, estas supresiones significaron el fin de los tranvías de vía estrecha en Barcelona.
La tercera gran familia de autobuses que adquirió Urbas, los Pegaso 6035 del tipo estándar (40 autobuses entre 1965 y 1971) y articulado (25 autobuses entre 1966 y 1969), sirvieron no solo para poner en servicio nuevas líneas, sino que especialmente para aumentar los servicios de las existentes, dado el rápido crecimiento de las poblaciones a las que servía. En esta etapa se pusieron en servicio una línea en 1967 (PR limitada); dos en 1968 (SC bis y TP); una en 1970 (SU3); otra en 1971 (BC limitada); otra en 1972 (SU4); y las tres últimas en 1975 (BM, BS limitada y EC).
En 1968, Urbas adquirió una participación mayoritaria en la empresa Transportes Urbanos S.A. (TUSA), que se encontraba en dificultades económicas. Esta empresa operaba varias líneas de transporte urbano en Badalona. No obstante, no integró los servicios y personal de TUSA en los de Urbas, y siguió funcionando como una empresa independiente.
En el periodo de máximo esplendor, Urbas operó 27 líneas de autobús (año 1972), llegando desde Barcelona a los municipios de Badalona, Castelldefels, Cornellá de Llobregat, Esplugas de Llobregat, Hospitalet de Llobregat, El Masnou, Mollet del Vallés, Montcada y Reixac, Montgat, El Prat de Llobregat, San Adrián del Besós, San Justo Desvern y Santa Coloma de Gramenet.

### Desvinculación del sector del transporte
En junio de 1972 el Ayuntamiento de Barcelona anunció que había llegado a un acuerdo inicial para hacerse cargo de los servicios de transporte prestados por Urbas. Para ello, se pretendía dividir la empresa en dos sociedades: en una quedarían integrados los servicios, activos y personal de transporte y sería vendida al Ayuntamiento (aunque no se incluyó la participación de Urbas en la empresa TUSA de Badalona), y en la otra quedarían los negocios inmobiliarios de la empresa, que vería reforzado su músculo financiero con la venta de los autobuses. El argumento oficial para esta operación era que la extensión de la red de metro perjudicaría seriamente a las líneas de autobuses de Urbas, haciendo que el negocio entrara en pérdidas. El 27 de junio de 1972, Urbas constituyó la empresa que sería vendida a TB, denominada Transportes Urbas S.A. El pleno municipal del 3 de agosto autorizó a la S.P.M. Transportes de Barcelona S.A. la adquisición de Transportes Urbas S.A. por 300 millones de pesetas. La venta se aprobó en una junta extraordinaria de Urbanizaciones y Transportes S.A., celebrada el 12 de septiembre de 1972. La operación fue denunciada ante las autoridades de la competencia, al considerarse que el Ayuntamiento de Barcelona excedía sus competencias al hacerse cargo de líneas de autobús que prestaban servicio en otros municipios, especialmente por otras empresas de autobuses suburbanos. La denuncia no prosperó.
En un principio, los autobuses de Urbas siguieron funcionando de forma independiente de los de TB, bajo el nombre de Transportes Urbas S.A. Tras la adquisición, estos servicios entraron en una vorágine de pérdidas económicas (53 millones de pesetas en 1973, 61 millones en 1974, 108 millones en 1975), cuando antes eran líneas rentables.
Entre 1972 y 1973, Transportes Urbas S.A. traspasó ocho de sus líneas a TB (AB, SC bis, T-11, UC, SU1, SU2, SU3 y SU4), comenzando así el fin de la empresa suburbana.
Finalmente, el 26 de mayo de 1976, Transportes Urbas S.A. transfirió a la S.P.M. Transportes de Barcelona S.A. el resto de activos, vehículos, concesiones y personal, mediante un canje de acciones (TB era titular de 278.400 acciones de las 300.000 emitidas por Transportes Urbas), por un valor de 278 millones de pesetas. Esta transferencia incluyó las cocheras de Puigcerdá y Poniente (las dos que Urbas tenía operativas en aquel momento) y los 156 autobuses de que era propietaria, de los cuales 124 fueron adquiridos por Urbanizaciones y Transportes S.A., y 32 por TB a nombre de Transportes Urbas S.A. En la misma operación, Transportes Urbas S.A. redujo su capital a las 21.600 acciones restantes, y posteriormente fue disuelta. El traspaso de las líneas restantes se formalizó el 1 de septiembre de 1976, y el personal firmó sus nuevos contratos con TB el siguiente 1 de octubre.
También en 1976, la empresa matriz Urbanizaciones y Transportes S.A. vendió sus participaciones en la empresa de autobuses TUSA de Badalona a Transportes Ravigo S.A., desvinculándose así definitivamente de todos los negocios de transporte.
Una auditoría llevada a cabo en 1978 sobre TB concluyó que el importe de la adquisición de Urbas en 1972 fue excesivo, dado que el patrimonio real de la empresa se valoró en 160 millones de pesetas, casi la mitad del precio de compra. Esa auditoría recordaba que, además, Urbanizaciones y Transportes S.A. era ya una empresa con participación mayoritaria de TB, por lo que acusaba a esta de salir al rescate de Urbas por segunda vez. En el momento de la disolución de Transportes Urbas S.A. y su incorporación a TB en 1976, la empresa se encontraba en quiebra. Puede postularse, por tanto, que la compra de la actividad de autobuses de Urbanizaciones y Transportes S.A. por parte de TB fue una operación completamente especulativa, para aportar dinero público a los accionistas de aquella, y que pudieran así seguir con sus lucrativos negocios inmobiliarios.

### Historiograma
Este historiograma representa las relaciones y sucesiones entre las diferentes empresas mencionadas en este artículo, que operaron los autobuses suburbanos conocidos con el acrónimo de Urbas. Con fondo verde está marcada la línea cronológica de las cuatro empresas que operaron estos servicios.

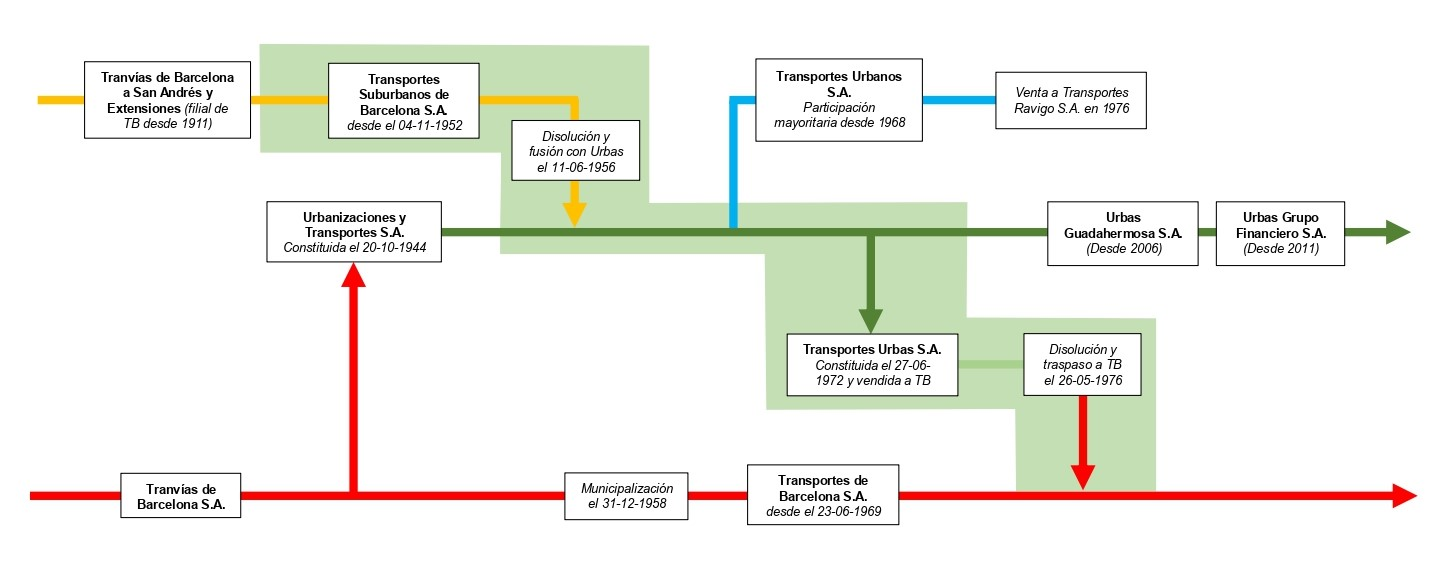
Historiograma de las empresas de autobuses conocidas bajo el acrónimo Urbas.

### La inmobiliaria Urbas
Tras desvincularse de sus actividades de transporte en 1972 y 1976, Urbas continuó con sus negocios inmobiliarios, como empresa completamente privada.
Entre 1972 y 1988 acometió 34 proyectos inmobiliarios. Entre 1988 y 1990 diversificó su campo de negocios, entrando en concesiones para la construcción y explotación de aparcamientos públicos, especialmente en Cataluña y el Levante español, así como la participación en el accionariado de empresas del sector de la alta tecnología. En 1989 sus acciones comenzaron a cotizar también en la Bolsa de Madrid, y en 1994 trasladó su sede social de Barcelona a Madrid.
A mediados de los años noventa pasó por dificultades económicas, que la llevaron al borde de la quiebra, y que motivó la suspensión de la cotización entre 1997 y 1998 por parte de la autoridad competente. Tras estos sucesos, la actividad de la empresa quedó paralizada, siendo incluso embargados sus bienes en 2003 por la Agencia Tributaria, hasta que en 2004 la sociedad Guadahermosa Grupo Inmobiliario S.A. adquirió el 24,8 % de su capital. Este nuevo socio mayoritario supuso un cambio en la gestión de la empresa, centrando su actividad de nuevo exclusivamente en el sector inmobiliario y desprendiéndose de sus inversiones en otros sectores.
En 2006 se fusionó con Guadahermosa Proyectos Urbanísticos S.L. y Costa Rey S.L., pasando la sociedad a denominarse Urbas Guadahermosa S.A. En 2011 cambió de nuevo su nombre, siendo desde entonces y actualmente Urbas Grupo Financiero S.A. Como tantas otras empresas del sector, pasó enormes dificultades durante la gran crisis económica que comenzó en 2008. Pero consiguió sobrevivir al desastre, y en 2015 realizó una fusión inversa con Aldira Inversiones Inmobiliarias S.L., sin alterar su denominación social.
Durante años, Urbas siguió dedicada a las promociones inmobiliarias en diversos lugares de España. En 2020 inició un nuevo plan de diversificación, por el cual en marzo adquirió la empresa constructora vasca Murias, que la llevó a un gran aumento de los beneficios. En septiembre adquirió una sociedad que cuenta con las concesiones mineras para explotar un yacimiento de feldespato en Lugo, que disparó el valor de la empresa en bolsa.

## Líneas
A lo largo de la historia de Urbas, bajo las diferentes empresas titulares se llegaron a operar cuatro líneas de tranvías y 26 de autobuses suburbanos, y cuatro de autobuses urbanos en dos municipios metropolitanos.
| Línea       | Tipo    | Recorrido                                                    | Historia |
| ----------- | ------- | ------------------------------------------------------------ | --- |
| 42          | Tranvía | Barcelona Trafalgar - San Martín                             | Heredada de Transportes Suburbanos de Barcelona en 1956. En 1961 limitada de Trafalgar a la Estación del Norte, en Barcelona. Suprimida el 12-07-1964. |
| 44          | Tranvía | Badalona-Montgat                                             | Heredada de Transportes Suburbanos de Barcelona en 1956. Suprimida el 31-12-1957. |
| 70          | Tranvía | Barcelona Trafalgar - Badalona                               | Heredada de Transportes Suburbanos de Barcelona en 1956. En 1961 limitada de Trafalgar a la Estación del Norte, en Barcelona. En 1964 limitada a Barrio Besós, dejando de servir Badalona. Suprimida el 19-05-1965.                                                                                       |
| 71          | Tranvía | Barcelona Trafalgar - San Adrian de Besós                    | Heredada de Transportes Suburbanos de Barcelona en 1956. En 1961 limitada de Trafalgar a la Estación del Norte, en Barcelona. Suprimida el 25-03-1963. |
| AB          | Autobús | Barcelona Fabra y Puig - Torre Baró                          | Puesta en servicio por Urbas el 08-01-1959. Traspasada a TB el 01-11-1973 (renombrada como línea 603). |
| AM          | Autobús | San Adrian del Besós - Montgat                               | Puesta en servicio por Urbas el 14-05-1956 entre San Adrian y Badalona. Prolongada el 01-01-1958 de Badalona a Montgat. Prolongada en 1964 de San Adrian a Barrio Besós. Recortada en 1975 entre San Adrian y Barrio Besós. Traspasada a TB el 01-09-1976.                                                |
| AO          | Autobús | San Adrian del Besós - El Masnou (Ocata)                     | Puesta en servicio por Urbas en 1957. Tras la absorción de la línea paralela de Herederos de Ballester en 1967, prolongada de San Adrián a Barcelona Estación del Norte el 16 de abril de ese año. Traspasada a TB el 01-09-1976.                                                                         |
| B70         | Autobús | Barcelona Estación del Norte - Badalona Pep Ventura          | Puesta en servicio por Urbas el 25-03-1963 como complemento de la línea de tranvía 70, y sustitución de la línea 71. Traspasada a TB el 01-09-1976. |
| BC          | Autobús | Barcelona Plaza Universidad - Cornellá de Llobregat          | Heredada de la CGA, puesta de nuevo en servicio por Urbas el 18-07-1947 entre Pedralbes (donde enlazaba con la SJ) y Cornellá tras nueve años inoperativa. El 01-01-1958 prolongada hasta Plaza Universidad en Barcelona. Traspasada a TB el 01-09-1976 (actual línea 67).                                |
| BC limitada | Autobús | Barcelona Plaza Universidad - Cornellá de Llobregat          | Puesta en servicio por Urbas el 07-02-1971 entre Barcelona y el barrio de San Ildefonso de Cornellá. Traspasada a TB el 01-09-1976 (luego renombrada BI). |
| BM          | Autobús | Barcelona Torras y Bages - Badalona                          | Puesta en servicio por Urbas el 07-08-1975. Traspasada a TB el 01-09-1976. |
| BS          | Autobús | Barcelona Trafalgar - Badalona                               | Heredada de la CGA, puesta de nuevo en servicio el 18-07-1947. Prolongada en Barcelona hasta Plaza España en 1951. Traspasada a TB el 01-09-1976. |
| CO          | Autobús | Barcelona Plaza España - Cornellá de Llobregat               | Puesta en servicio por Urbas el 22-09-1960. Entre el 9 de enero y el 31 de agosto de 1961, dividida en dos líneas (EJ limitada y BC limitada), coincidentes en Esplugas de Llobregat, por cuestiones administrativas. Traspasada a TB el 01-09-1976.                                                      |
| CO limitada | Autobús | Barcelona Plaza España - Cornellá de Llobregat               | Puesta en servicio por Urbas el 11-03-1963, complementando a la CO por el barrio de San Ildefonso. Traspasada a TB el 01-09-1976 (luego renombrada CI). |
| EC          | Autobús | Barcelona Plaza España - El Prat de Llobregat (San Cosme)    | Puesta en servicio por Urbas el 12-09-1975. Traspasada a TB el 01-09-1976. |
| EJ          | Autobús | Barcelona Plaza España - San Justo Desvern                   | Traspasada oficialmente por TB en 1951. Hasta el 17-06-1946 fue la línea 3 de Autobuses Roca, que la heredó de La Sanjustenca. Sustituida por la línea CJ entre Barcelona Collblanch y San Justo entre el 09-02-1948 y el 18-03-1949 por falta de carburante y neumáticos. Traspasada a TB el 01-09-1976. |
| MO          | Autobús | Barcelona Tetuán - Mollet del Vallés                         | Heredada de la CGA, puesta de nuevo en servicio el 18-07-1947 entre San Andrés y Mollet. Prolongada a Plaza Tetuán el 14-03-1949. Traspasada a TB el 01-09-1976. |
| NC          | Autobús | Barcelona Estación del Norte - Badalona                      | Puesta en servicio por Urbas el 16-02-1964. Traspasada a TB el 01-09-1976 (luego renombrada TC). |
| PR          | Autobús | Barcelona Plaza España - El Prat de Llobregat                | Traspasada por AUSA a Autobuses Roca el 18-02-1946, aunque fue operada por TB. Traspasada a Transportes Suburbanos de Barcelona en 1951. Traspasada a TB el 01-09-1976. |
| PR bis      | Autobús | Barcelona Plaza España - Aeropuerto del Prat                 | Puesta en servicio por Urbas el 08-08-1956. Traspasada a TB el 01-09-1976 (luego renombrada EA). |
| PR limitada | Autobús | Barcelona Plaza España - Hospitalet de Llobregat (Bellvitge) | Puesta en servicio por Urbas el 22-05-1967. Traspasada a TB el 01-09-1976 (luego renombrada EB). |
| SC          | Autobús | Barcelona Trafalgar - Santa Coloma de Gramenet               | Heredada de la CGA, puesta de nuevo en servicio en 1945 entre San Adrián y Santa Coloma. Prolongada a Trafalgar, en Barcelona, el 14-12-1952. Traspasada a TB el 02-06-1974. |
| SC bis      | Autobús | Barcelona Trafalgar - Santa Coloma de Gramenet               | Puesta en servicio por Urbas el 05-11-1968, como variante de la línea SC, con recorrido diferente en Santa Coloma. Traspasada a TB el 02-06-1974. |
| SJ          | Autobús | Barcelona Plaza Universidad - San Justo Desvern              | Heredada de la CGA, entre Sarriá y San Justo Desvern. Prolongada en Barcelona hasta Plaza Universidad el 19-06-1949. Traspasada a TB el 01-09-1976 (actual línea 63). |
| SM          | Autobús | Santa Coloma de Gramenet - Montgat                           | Puesta en servicio por Urbas el 26-02-1962. Traspasada a TB el 01-09-1976. |
| TM          | Autobús | Barcelona Tetuán - Moncada y Reixac                          | Puesta en servicio por Urbas el 16-09-1956. Traspasada a TB el 01-09-1976 (actual línea 96). |
| TP          | Autobús | Barcelona Trafalgar - Badalona Pomar                         | Puesta en servicio por Urbas el 08-01-1968. Traspasada a TB el 01-09-1976. |
| T-11        | Autobús | Barcelona Plaza Universidad - Castelldefels                  | Puesta en servicio por TBSAE el 15-07-1945 como línea semidirecta, prestando servicio solo en verano (entre junio y septiembre). Traspasada a Urbas en 1956. Traspasada a TB el 15-06-1974. |
| UC          | Autobús | Barcelona Plaza Universidad - Castelldefels                  | Puesta en servicio por Urbas el 15-07-1961. Traspasada a TB en 1973. |
| SU1         | Autobús | Urbano de Cornellá de Llobregat                              | Puesta en servicio por Urbas el 01-12-1965. Traspasada a TB en 1973. |
| SU2         | Autobús | Urbano de San Adrián del Besós                               | Traspasada de Josep Rovira Vinuesa el 01-12-1965. Traspasada a TB el 15-09-1974. |
| SU3         | Autobús | Urbano de San Adrián del Besós                               | Puesta en servicio por Urbas el 14-03-1970. Traspasada a TB el 15-09-1974. |
| SU4         | Autobús | Urbano de Cornellá de Llobregat                              | Puesta en servicio por Urbas el 24-12-1972. Traspasada a TB en 1973. |

## Flota de vehículos

### Autobuses Naval-Somua
La empresa Autobuses Roca adquirió diversas series de autobuses tipo RZCA, fabricados por la empresa francesa SOMUA. Fueron carrozados por la española SECN («la Naval»). Cuando Roca fue absorbida por TB en 1946, 20 de estos autobuses pasaron a la nueva empresa (series 31-42 y 51-60), aunque solo llegaron a circular 15 de ellos (números 31 a 33, 36 a 38 y 52 a 60), dado que los otros o ya no existían (números 34 y 40), o se encontraban en tan mal estado que no pudieron ponerse en servicio (números 35, 39, 41, 42 y 51; los bastidores de los 35, 39 y 51 fueron usados para la construcción, por parte de Maquitrans, de los nuevos autobuses 101-103 de TB). Los quince Naval-Somua operativos fueron asignados a las líneas suburbanas explotadas en aquel momento por TBSAE. La mayoría de ellos fueron dados de baja, siguiendo de alta en los inventarios hasta 1957 los números 36 y 54. Por tanto, aunque estuvieron prestando servicio en las líneas que luego pasarían a Urbas, estos autobuses (que, al parecer, siempre fueron propiedad de TB) no llegaron a incorporarse a la flota de Transportes Suburbanos de Barcelona.

### La flota de autobuses de Urbanizaciones y Transportes
Durante los años de su existencia como empresa de transportes, Urbas pintó todos sus vehículos siempre de la misma manera: verde desde la cintura hacia abajo, y crema desde la cintura hacia arriba, incluido el techo. Los tranvías tuvieron el mismo esquema de pintura, aunque el techo iba de color gris, y llevaban unas franjas inclinadas negras en los testeros.
Urbas tuvo una flota de 36 tranvías (18 motores y 18 remolques) y de 174 autobuses. Estos, no todos coincidentes en el tiempo, se pueden agrupar en seis grandes familias.

#### Autobuses Henschel
Fueron nueve vehículos procedentes de Autobuses Roca, fabricados por la alemana Henschel en los años treinta del siglo XX. Esta, a su vez, heredó seis de ellos de otras antiguas empresas que absorbió en 1944: tres de La Sanjustenca, y tres de AUSA, de El Prat de Llobregat. Inicialmente, los nueve autobuses se incorporaron al parque de Tranvías de Barcelona en 1946, al absorber esta a Autobuses Roca. Dado su mal estado general, fueron reconstruidos por Maquitrans con una nueva carrocería al estilo de los tres autobuses de la serie 100 de TB, con cabina adelantada situada a la derecha, excepto los 74 y 75 que la tenían a la izquierda. En 1951, los nueve autobuses fueron traspasados a Transportes Suburbanos, y luego a Urbas. Los últimos estuvieron en servicio hasta los años setenta, tras casi 40 años de servicio, pero no llegaron a incorporarse al parque de TB.

#### Autobuses Chausson

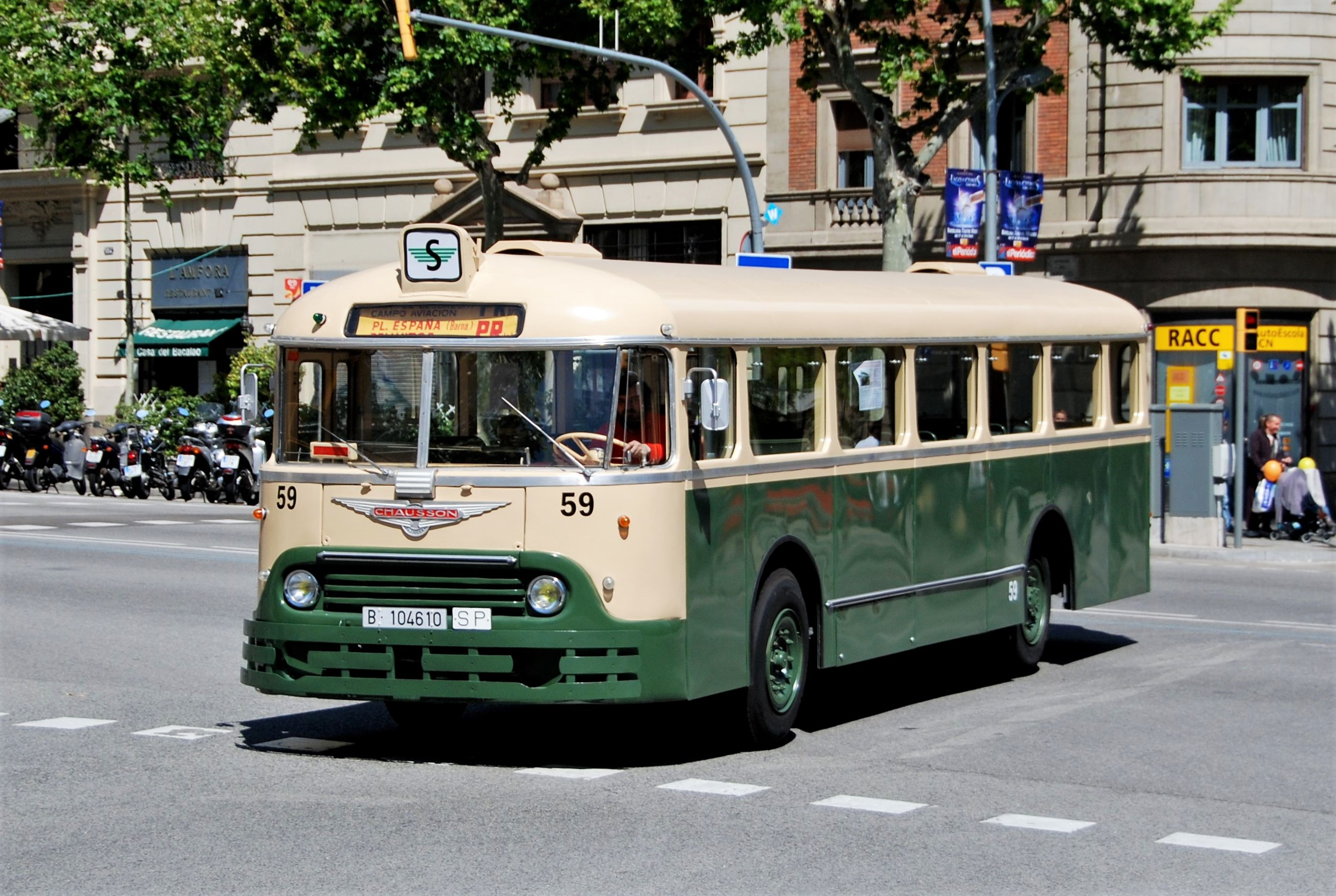
Autobús Chausson 59 de Urbas, preservado y restaurado por la Fundació TMB, durante el tercer Rally Bus de Barcelona en mayo de 2012.

En total fueron 39 vehículos, repartidos en dos series. Los 24 primeros fueron construidos en Francia por la Société des usines Chausson en 1955 (modelo APH 53), equipados con un motor Hércules-Hispano de 135 CV. Fueron adquiridos por Transportes Suburbanos de Barcelona S.A., aunque un año después se incorporaron al parque de Urbas, cuando ambas empresas se fusionaron. Tenían dos puertas, delantera y central. A lo largo de su vida apenas fueron modificados, y en algunos se sustituyó su motor original por un Pegaso 9060 de 140 CV. Los otros quince autobuses fueron fabricados por ENASA en 1957 y 1958. En 1957, esta empresa firmó un contrato con la Société des usines Chausson para la adquisición de 25 carrocerías semiacabadas de su modelo AP 522. ENASA los terminó y equipó con su motor Pegaso 9060 de 140 CV, denominándolos como modelo propio Pegaso Z-410. Además de los 15 de Urbas, tres se vendieron a la Empresa Casas de Mataró, y los siete restantes a la Compañía de Tranvías de Palma. A diferencia de los 24 primeros Chausson, estos tenían tres puertas, aunque a lo largo de los años se les fue suprimiendo la puerta central. Estos 39 autobuses se dieron de baja a lo largo de los años setenta del siglo XX, y algunos se incorporaron al parque de TB.

#### Autobuses Pegaso 5020

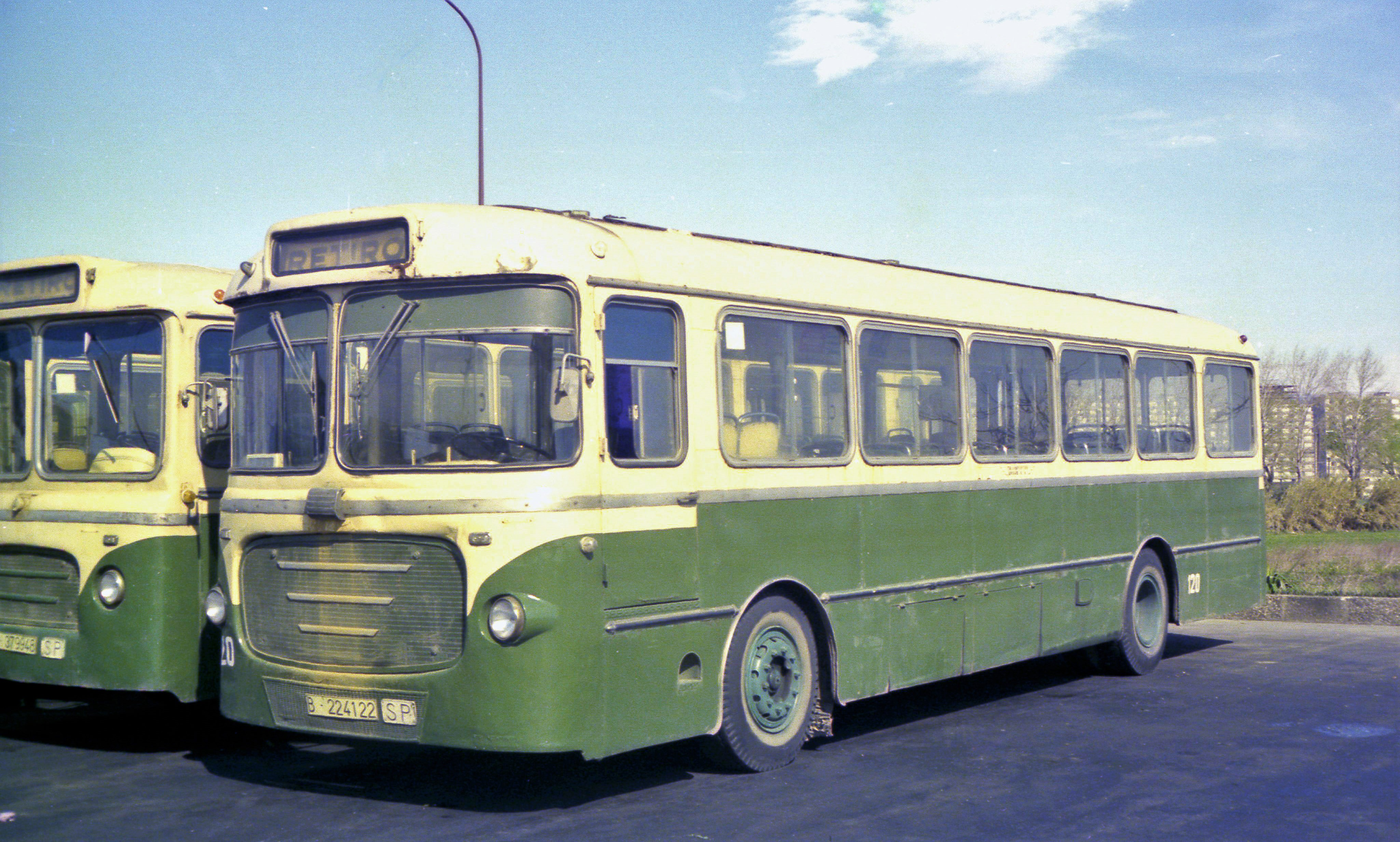
Autobús Pegaso 5020/Seida número 120 de Urbas en las cocheras de Poniente.

Fueron 55 autobuses, fabricados por ENASA entre 1960 y 1964. El modelo Pegaso 5020 se fabricó sobre la base del bastidor Worldmaster de Leyland, equipando el motor horizontal Pegaso 9030, de 165 CV. Urbas tuvo 45 unidades del modelo 5020 con dos puertas (delantera y trasera), y diez del modelo 5020 A, una versión del anterior con el frontal modificado y con tres puertas. La gran mayoría de estos autobuses fueron carrozados por Seida, aunque siete fueron carrozados por Hugás. A lo largo de los años sufrieron numerosas modificaciones, y a los diez del modelo 5020 A se les suprimió la puerta central. De los 55 originales, 49 autobuses llegaron a incorporarse al parque de Transportes de Barcelona.

#### Autobuses Pegaso 6035
Urbas tuvo 40 autobuses del modelo Pegaso 6035 fabricado por ENASA. Puestos en servicio entre 1965 y 1971, formaban tres subseries diferentes:
- Los números 201 a 208 tenían de origen tres puertas y cambio de marchas de cuatro velocidades.
- Los números 209 a 232 tenían de origen dos puertas (delantera y trasera) y cambio de marchas de cuatro velocidades.
- Los números 251 a 258 tenían de origen dos puertas (delantera y central) y cambio de marchas de cinco velocidades.

Con los años sufrieron diversas reformas, siéndoles primero suprimida la puerta central a los ocho primeros, y luego quedando todos en estados diferentes con puerta central y delantera, o con tres puertas. Todos, menos uno, pasaron al parque de Transportes de Barcelona, y fueron redecorados con los colores rojo y franja crema de esta empresa, siendo dados de baja a lo largo de los años ochenta del siglo XX.

#### Autobuses articulados Pegaso 6035-A

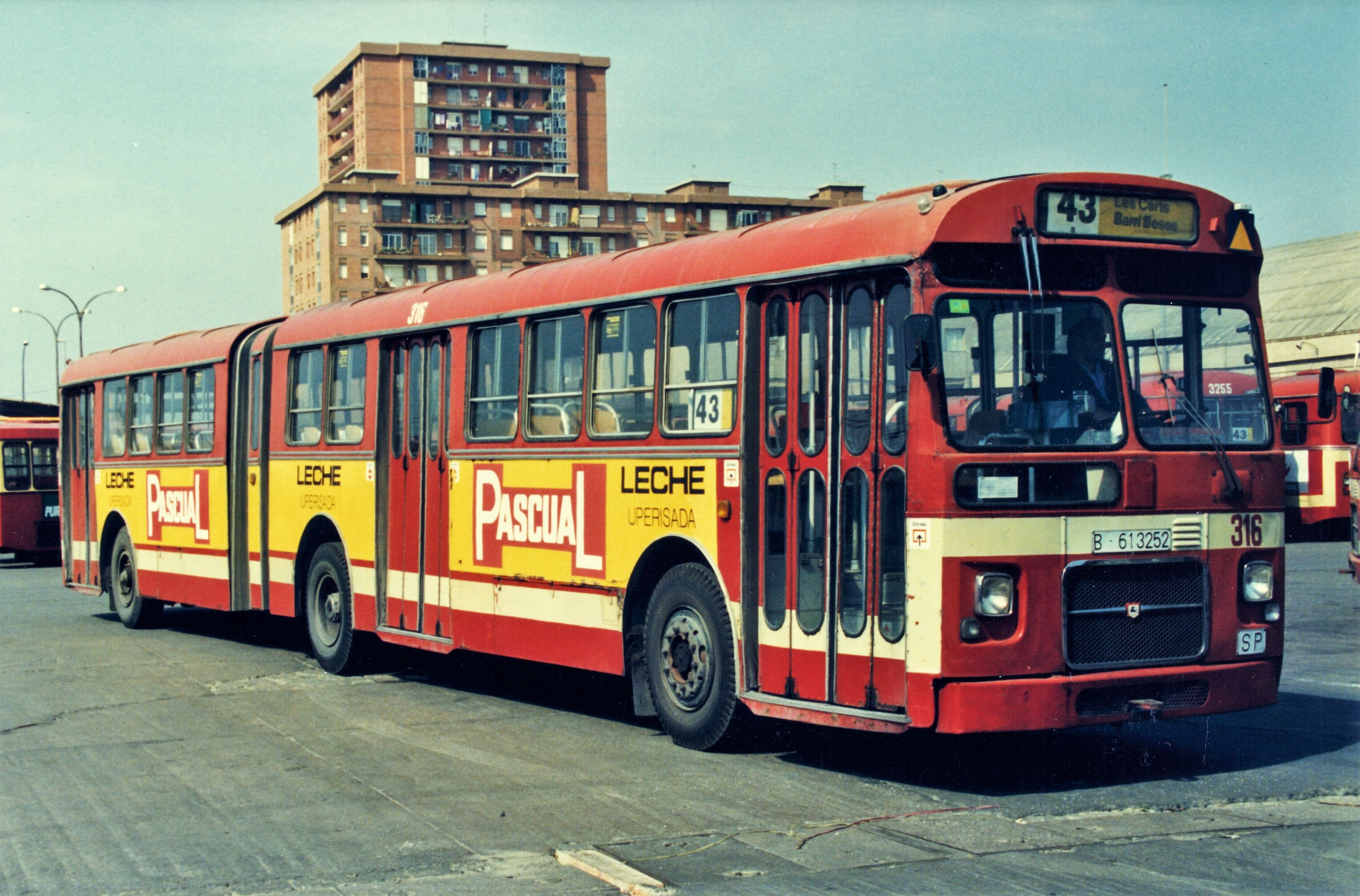
Autobús Pegaso 6035-A número 316 ex Urbas en las cocheras de Levante en 1989, en los colores de Transportes de Barcelona.

Urbas dispuso tan solo de 25 autobuses articulados, del modelo Pegaso 6035-A fabricados por ENASA. El primero entró en servicio en 1966, recibiendo el número 250. Posteriormente se adquirieron 24 más, numerados en la serie 300; en ese momento, el 250 cambió su número por el 300. Tenían tres puertas y fueron todos incorporados al parque de Transportes de Barcelona, siendo repintados en los colores rojo con franja crema de esa empresa. Aunque la mayoría fueron dados de baja en los años ochenta, cinco de ellos sobrevivieron hasta los primeros años noventa, tras más de 24 años de servicio.

#### Otros autobuses
Otros seis autobuses formaron parte de la flota de Urbas. Tres de ellos eran autobuses con bastidor británico Aclo Regent III, que formaban parte de los cien bastidores adquiridos a través de la Sociedad Financiera Industrias y Transportes S.A. en 1948, de los cuales 70 se carrozaron como autobuses de dos pisos tipo Aclo (series 401-445 y 475-499 de TB), 27 como trolebuses BUT (serie 601-627 de TB), y los tres últimos como autobuses Aclo de un piso para Transportes Suburbanos de Barcelona, donde formaron la serie 111-113. Estos tres bastidores fueron carrozados por Maquitrans y puestos en servicio en 1951. Tras la disolución de Transportes Suburbanos de Barcelona en 1956, los tres autobuses pasaron a engrosar la flota de Urbas.
Luego siguen dos autobuses Pegaso 5062 Comet, con carrocería de Hugás (números 191 y 192), puestos en servicio en 1965 y 1966. Y un único ejemplar de un autobús SAVA BMC (número 193), puesto en servicio en 1965. Se desconocen más datos de estos tres autobuses.

#### Vehículos de servicio interior

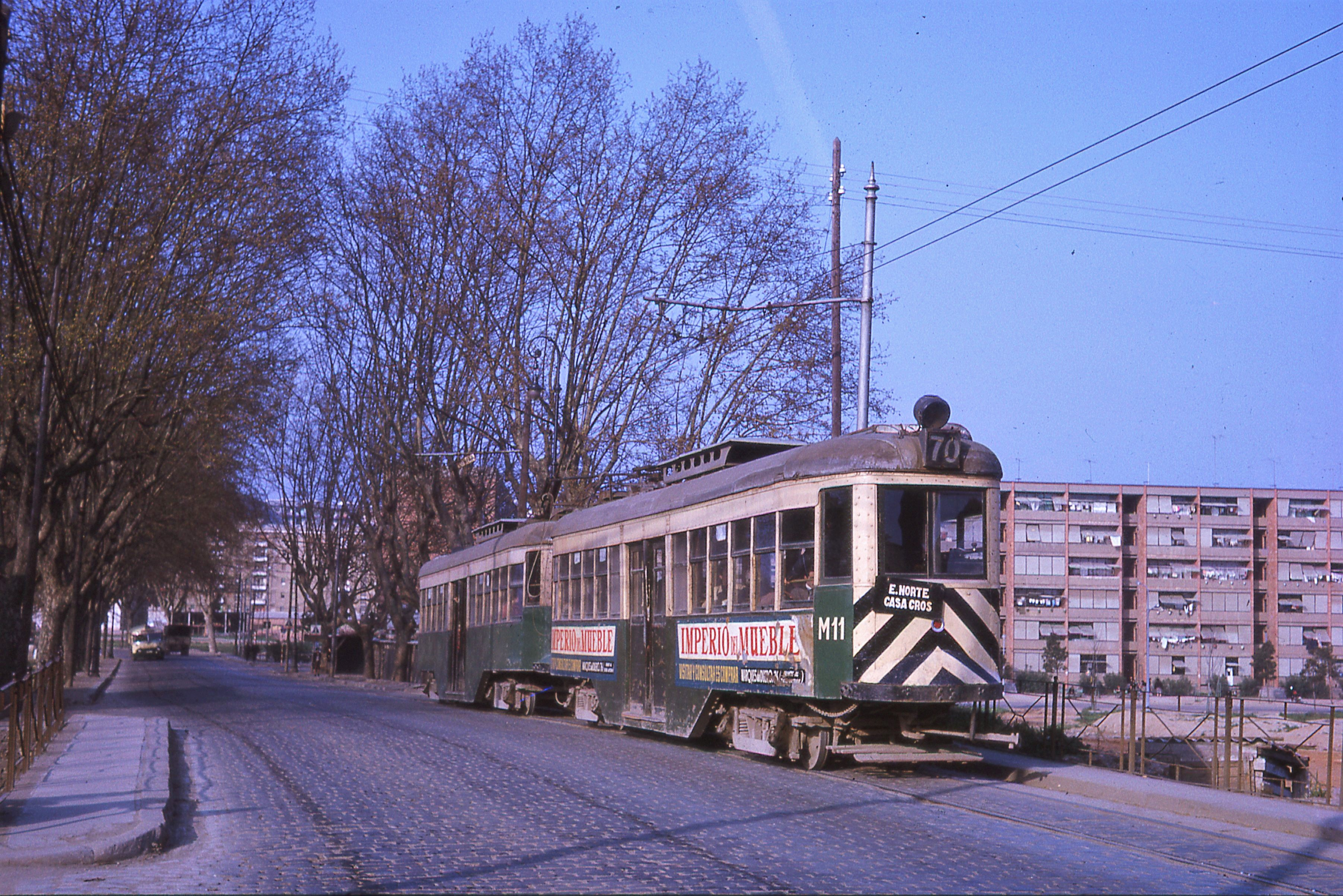
La composición de tranvías M11+R11 de Urbas en la calle Pedro IV de Barcelona, esquina con Maresme, prestando servicio en la línea 70 en mayo de 1964.

Urbas dispuso, al menos, de cinco vehículos de servicio interior. Fueron dos camiones (un Pegaso 2010 de 1962 y un Ebro de 1966); dos furgonetas (una Citroën de 1965 y otra DKW F 1000 Imosa de 1966); y un automóvil (Seat 1430, de 1970).

### Los tranvías de Urbanizaciones y Transportes
El servicio en estas líneas se prestaba básicamente con tranvías de bogies y plataforma central rebajada de la serie 900, conocidos con el sobrenombre de «Tanques». Entre los años 1923 y 1926, Tranvías de Barcelona S.A. adquirió 52 coches motores y 14 remolques de este tipo. Con el tiempo, algunos fueron transformados a vía ancha (28 coches motores, de los cuales 14 se desmotorizaron, formando 14 composiciones M+R). Con los que quedaron en la red de vía estrecha, diversos coches motores y remolques se reformaron entre 1935 y 1946, acoplándose permanentemente en composiciones M+R, formando 14 trenes rematriculados como M1-R1 a M14-R14. Quedaron otros cuatro coches motores y cuatro remolques independientes, que mantuvieron sus números en la serie 900. Las composiciones M+R circularon principalmente en las líneas 70 y 71, mientras que los coches motores independientes lo hicieron en las líneas 42 y 44.

#### Otros tranvías
Además, en los primeros años de la operación por parte de Urbas aún circulaba algún tranvía de las antiguas series 400, especialmente en la línea 44. Posteriormente fueron relegados como vehículos de servicio interior. Estos vehículos, de ejes y bogies, procedían de las antiguas series fabricadas para las líneas de vía estrecha. Se sabe que, al menos, pasaron a Urbas los tranvías 426, 446 y 455.
| Tipo               | Serie       | Cantidad | Modelo                         | Años puesta en servicio | Años de baja del servicio | Procede de                                                 | Observaciones |
| ------------------ | ----------- | -------- | ------------------------------ | ----------------------- | ------------------------- | ---------------------------------------------------------- | --- |
| Autobús            | 35-59       | 24       | Chausson APH 53                | 1955                    | 1971-1977                 | Transportes Suburbanos de Barcelona, números 35-59         | Ocho autobuses vendidos a TUSA de Badalona en 1970 (números 39, 42, 45, 50, 52, 55, 56 y 58), donde formaron la serie 32-39. Cuatro traspasados a la flota de TB en 1976 (números 37, 41, 54 y 59). El 59, preservado y restaurado |
| Autobús            | 70, 71 y 73 | 3        | Henschel                       | 1934                    | ?                         | Autobuses Roca, números 70, 71 y 73                        | |
| Autobús            | 74          | 1        | Henschel                       | 1939                    | ?                         | Autobuses Roca, número 74. Anteriormente de La Sanjustenca | |
| Autobús            | 75          | 1        | Henschel                       | 1933                    | ?                         | Autobuses Roca, número 75. Anteriormente de La Sanjustenca | |
| Autobús            | 76-78       | 3        | Henschel                       | 1935                    | ?                         | Autobuses Roca, números 76-78. Anteriormente de AUSA       | |
| Autobús            | 80          | 1        | Henschel                       | 1935                    | ?                         | Autobuses Roca, número 80. Anteriormente de La Sanjustenca | |
| Autobús            | 80-94       | 1        | Pegaso Z-410 (Chausson AP 522) | 1957-1958               | 1975-1976                 |                                                            | Nueve autobuses traspasados a la flota de TB en 1976 (números 80, 81, 82, 84, 88, 90, 91, 92 y 94) |
| Autobús            | 111-113     | 3        | Aclo Regent III/Maquitrans     | 1951                    | ?                         | Transportes Suburbanos de Barcelona, números 111-113       | |
| Autobús            | 115-124     | 10       | Pegaso 5020/Seida              | 1960                    | 1976-1978                 |                                                            | Seis autobuses traspasados a la flota de TB en 1976 (números 115 y 120 a 124) |
| Autobús            | 125-135     | 11       | Pegaso 5020/Seida              | 1961-1963               | 1976-1978                 |                                                            | Diez autobuses traspasados a la flota de TB en 1976 (mismos números, excepto el 126) |
| Autobús            | 136-140     | 5        | Pegaso 5020 A/Seida            | 1963                    | 1977-1978                 |                                                            | Traspasados a la flota de TB en 1976 (mismos números) |
| Autobús            | 141-148     | 8        | Pegaso 5020/Seida              | 1963-1964               | 1977-¿1979?               |                                                            | Traspasados a la flota de TB en 1976 (mismos números) |
| Autobús            | 149-150     | 2        | Pegaso 5020/Hugás              | 1963                    | 1976-¿1979?               |                                                            | Traspasados a la flota de TB en 1976 (mismos números) |
| Autobús            | 151-155     | 5        | Pegaso 5020 A/Seida            | 1964                    | 1976-1977                 |                                                            | Traspasados a la flota de TB en 1976 (mismos números) |
| Autobús            | 156-164     | 9        | Pegaso 5020/Seida              | 1964                    | 1976-¿1979?               |                                                            | Traspasados a la flota de TB en 1976 (mismos números) |
| Autobús            | 165-169     | 5        | Pegaso 5020/Hugás              | 1964                    | 1975-¿1979?               |                                                            | Cuatro autobuses traspasados a la flota de TB en 1976 (mismos números, excepto el 167) |
| Autobús            | 191-192     | 2        | Pegaso 5062 Comet/Hugás        | 1965-1966               | ?                         |                                                            | El 191 pasó a TB con el mismo número, y el 192 fue vendido a TUSA de Badalona (número 31) |
| Autobús            | 193         | 1        | SAVA BMC                       | 1965                    | ?                         |                                                            | Vendido a TUSA de Badalona (número 30) |
| Autobús            | 201-208     | 8        | Pegaso 6035-4/Hugás            | 1965-1966               | 1980-1984                 |                                                            | Siete autobuses traspasados a la flota de TB en 1976 (mismos números, excepto el 202) |
| Autobús            | 209-220     | 12       | Pegaso 6035-4/Hugás            | 1966                    | 1981-1986                 |                                                            | Traspasados a la flota de TB en 1976 (mismos números) |
| Autobús            | 221-232     | 12       | Pegaso 6035-4/Hugás            | 1969-1970               | 1981-1983                 |                                                            | Traspasados a la flota de TB en 1976 (mismos números) |
| Autobús            | 251-258     | 8        | Pegaso 6035-5/Hugás            | 1971                    | 1981-1983                 |                                                            | Traspasados a la flota de TB en 1976 (mismos números) |
| Autobús articulado | 300         | 1        | Pegaso 6035-A/Hugás            | 1966                    | 1982                      |                                                            | Originalmente número 250. Traspasado a la flota de TB en 1976 (mismo número) |
| Autobús articulado | 301-324     | 24       | Pegaso 6035-A/Hugás            | 1967-1969               | 1981-1992                 |                                                            | Traspasados a la flota de TB en 1976 (mismos números) |
| Tranvía            | M1-M14      | 14       | Tanques                        | 1923-1925               | Aprox. 1960-1965          | Tranvías de Barcelona                                      | Coches motores reconstruidos entre 1935 y 1946 de antiguos coches motores serie 900-950, formando composición con los remolques R1-R14                                                                                             |
| Tranvía            | R1-R14      | 14       | Tanques                        | 1926                    | 1965                      | Tranvías de Barcelona                                      | Remolques reconstruidos entre 1935 y 1946 de antiguos remolques serie 1716-1729, formando composición con los motores M1-M14 |
| Tranvía            | 900         | 4        | Tanques                        | 1923-1925               | Aprox. 1960-1965          | Tranvías de Barcelona                                      | Coches motores números 900, 921, 940 y 946 |
| Tranvía            | 900         | 4        | Tanques                        | 1923-1926               | Aprox. 1960-1965          | Tranvías de Barcelona                                      | Coches remolques números 904, 929, 943 (estos tres ex coches motores) y 1719 |

### Autobuses de Transportes Urbas S.A.
Tras la venta de la actividad de autobuses de Urbanizaciones y Transportes S.A. a TB, mediante la constitución de la empresa Transportes Urbas S.A., esta heredó todos los autobuses de aquella. Además, para hacer frente a la sustitución de los autobuses más antiguos, así como al incremento de las frecuencias de las líneas suburbanas, TB traspasó una gran cantidad de autobuses a Transportes Urbas S.A. Algunos fueron solo cedidos o prestados, pero de otros se traspasó incluso la propiedad.
En 1973 TB cedió a Transportes Urbas siete autobuses Chausson de TB de la serie 800 (números 805, 811, 813, 816, 820, 822 y 824) que fueron devueltos a finales de 1974. En mayo de 1973 siguieron otros cinco autobuses de la misma serie (835, 856, 863, 864 y 866). Más adelante, entre 1974 y 1975, fueron cedidos 25 Pegaso 5020/Seida de la serie 1000 (números 1100, 1145 y 1150 a 1172).
Tras estos 37 autobuses de series antiguas, TB decidió incorporar a las líneas suburbanas hasta 88 autobuses de nueva fabricación, de entre los que estaba incorporando a su flota en ese momento. Entre 1964 y 1979, Transportes de Barcelona realizó masivas adquisiciones de autobuses Pegaso 6035, tanto rígidos (814 autobuses) como articulados (164 autobuses). Bien fuera cedidos, bien en propiedad, TB asignó a Transportes Urbas los siguientes autobuses en el momento que fueron entregados por los fabricantes:
- Rígidos con números TB 2554 a 2568 (15 coches), fabricados en 1974.
- Rígidos con números TB 2654 a 2674 (21 coches), fabricados en 1975.
- Rígidos con números TB 2700 a 2719 (20 coches), fabricados en 1976.
- Rígidos con números TB 2740 a 2749 (10 coches), fabricados en 1976.
- Articulados con números TB 3201 a 3221 y 3223 (22 coches), fabricados en 1975.

Es difícil concretar cuáles de todos estos autobuses de series antiguas o modernas fueron asignados en propiedad, o cuáles fueron tan solo cedidos. Pero se sabe que, al menos, fueron propiedad de Transportes Urbas S.A. los números 2554 a 2568, 3201 a 3208, 3215 a 3221 y 3223.

## Cocheras
A lo largo de su existencia, Urbas utilizó cinco cocheras para el aparcamiento y mantenimiento de sus vehículos:
- Las de «Sant Martí», situadas en la calle Pedro IV de Barcelona. Fueron las cocheras de las líneas de tranvías. Tras la clausura de las mismas, alojaron durante un tiempo diversos tranvías, alguno de los cuales forma parte actualmente del material preservado por la Fundació TMB. Posteriormente fue usada como cochera de autobuses por TCC, y luego por TMB.
- La primera instalación para los autobuses estuvo en la calle Castillejos de Barcelona, entre Provenza y Mallorca, que no era más que el garaje de la antigua empresa Autobuses Roca. Fue derruida hace muchos años.
- La segunda instalación para los autobuses estuvo en la calle Provenza, entre Dos de Mayo y Cartagena, muy cerca de la anterior. También fue derruida hace años.
- La tercera cochera para autobuses fue la denominada «Puigcerdà», también en la calle Pedro IV en la confluencia con la calle Puigcerdá. Se derribaron hace tiempo.
- La última instalación para autobuses fue la cochera de «Poniente», situada en la Gran Vía de l’Hospitalet de Llobregat. Actualmente existen como tal, siendo propiedad de TMB.